# Alan Bible
Alan Harvey Bible, född 20 november 1909 i Lovelock, Nevada, död 12 september 1988 i Auburn, Kalifornien, var en amerikansk demokratisk politiker. Han representerade delstaten Nevada i USA:s senat 1954–1974.
Bible utexaminerades 1930 från University of Nevada, Reno. Han avlade sedan 1934 juristexamen vid Georgetown University. Han var distriktsåklagare i Storey County 1935-1938.
Bible fyllnadsvaldes 1954 till USA:s senat. Han omvaldes 1956, 1962 och 1968. Han avgick i december 1974 och efterträddes som senator av Paul Laxalt.
Bible var metodist och frimurare. Han gravsattes på begravningsplatsen Masonic Memorial Gardens i Reno.